# Kanap
Kanap je jaka nit, lagana žica ili kabl sastavljeni od dve ili više tanjih uvijenih niti, a zatim zajedno upletenih. Niti su upletene u smeru suprotnom od njihovog uvijanja, što kablu dodaje torzijsku čvrstoću i sprečava razrazmršivanje. Ovaj proces se ponekad naziva i reverzno umotavanje. Ista tehnika koja se koristi za izradu kanapa, koristi se i za izradu konca koji je tanji, prediva i užadi koja su jača i deblja, uglavnom od tri ili više niti.
Prirodna vlakna koja se koriste za izradu kanapa uključuju vunu, pamuk, sisal, jutu, konoplju, heneken i kokosova vlakna. Takođe se koriste razna sintetička vlakna. Kanap je popularna supstanca koja se koristi u modernom zanatskom radu.

## Praistorijski kanap
Izum kanapa je najmanje važan koliko i razvoj kamenih alata za rane ljude. Zapravo, Elizabet Vajland Barber je razvoj kanapa, koji se može učiniti mnogo jačim i dužim od njegovih sastavnih vlakana, nazvala „revolucijom niti”. Kanap se mogao koristiti za pričvršćivanje vrhova i sečiva na strele, koplja, harpune i druge alate i za izradu zamki, torbi, ljuljaški za bebe, pravljenje ribolovnih i lovačkih mreža i morskih pribora, kao i za pričvršivanje ogrevnog drveta, vuču robe i ankerisanje šatora i skloništa. Kanap je osnova za izradu tekstila i konopca. Kanap je pravljen od životinjske dlake, uključujući ljudsku, tetiva i biljnog materijala, često od vaskularnog tkiva biljke (poznate kao bast), ali i od kore, pa čak i od pojedinih tipova obrađenog semena, npr mlečnica. Međutim, za razliku od kamenog ili metalnog alata, većinski deo kanapa nije prisutan u arheološkim zapisima, jer je napravljena od nepostojanih materijala koji retko održe tokom vremena. Budući da su žene često radile sa vlaknima, moguće je da nestanak kanapa, korpi i tekstila u fosilnom zapisu znači da je bila umanjena važnost ženskih inovacija i rada tokom gornjeg paleolita (pre 50.000–10.000 godina). Zapravo, otkriće drevnih perli i datiranje putovanja morem pre najmanje 60.000 godina sugeriše da se „revolucija žica“ mogla dogoditi mnogo ranije od gornjeg paleolita..
Ostaci paleolitskog kanapa otkriveni su na nekoliko mesta: pećina Džudžuana u Gruziji (ostaci stari 30.000 godina), izraelsko nalazište Ohalo II (staro 19.000 godina), i francuska pećina Lasko (stara 17.000 godina). Godine 2016, na lokalitetu Hole Fels otkriven je izrezbareni komad mamutove slonovače sa tri rupe, star oko 40.000 godina, poznat po otkriću i paleolitskih ženskih figurica i frula. Identifikovan je kao alat za upletanje konopa. U Americi konopac je pronađen na Vindoverskoj močvari na Floridi, star oko 8000 godina. Mali komad kanapa otkriven u Abris du Murasu, na jugoistoku Francuske, datiran je na pre oko 50.000 godina.
Rani prikazi kanapa su malobrojni, ali jedna od oko 200 figura Venere, koje su pronađene širom Evroazije, prikazana je kao da nosi „nitnu suknju” (Venera iz Lespuga, datirana na pre 25.000 godina). Barbir napominje da je ne samo da je svaki zavoj u nitima detaljno isklesan, već i da je „donji kraj svake žice [prikazan] istrošen u masu rastresitih vlakana (što nije moguće za na primer uvijeni komad creva ili tetive).”
Ostalu evidenciju za praistorijsku upotrebu kanapa pružaju utisci na metalu ili u grnčariji i drugim keramičkim artefaktima. U pećini Fukui u Japanu takvi utisci datiraju od pre 13.000 godina. Otisci tkanog materijala u glini pronađeni u Dolnim Vestonicama, i na nekoliko drugih nalazišta u Moravskoj datiraju od pre 26.000 godina i pronađeni su zajedno sa iglama i alatima koji su korišćeni za šivenje odeće i izradu mreža za lov na male životinje i ptice.
Perle, kao i školjke i životinjski zubi sa veštačkim rupama, takođe su korišćeni kao indirektni dokaz uplitanja, kao i mrežasti potapači i alati sa tragovima habanja od kablova. Pronađene su perle sa ostacima niti koje su još uvek zarobljene u njima.

## Literatura
- Sutton, Mark (2014). „Analysis of Perishables”. Archaeological Laboratory Methods: An Introduction (6th изд.). Dubuque, Iowa: Kendall Hunt. стр. 352. ISBN 978-1465243799.
- Adovasio, J. M. (2010). Basketry Technology: A Guide to Identification and Analysis (Updated изд.). Walnut Creek, CA: Left Coast Press. ISBN 978-1598745573.</ref>
- Chase, William DeRoy; Chase, Helen M. (1994). Chase's Annual Events. Contemporary Books.
- Contini, Francesco (4. 9. 2002). „WEEKENDS: LOCAL DIVERSIONS”. The Globe and Mail. Архивирано из оригинала 20. 8. 2011. г. Приступљено 25. 4. 2011.
- Goddard, John (10. 9. 2007). „Fest crowns belle of the barnyard”. Toronto Star. Приступљено 25. 4. 2011.
- Holmes, Gillian, ур. (1999). Chatelaine Presents Who's Who of Canadian Women, 1999-2000 (9th изд.). University of Toronto Press. ISBN 0920966551. ISSN 0227-3411.
- Nash, Knowlton (1987). Prime time at ten: behind-the-camera battles of Canadian TV journalism. McClelland and Stewart. ISBN 0771067038.
- Troyer, Warner (1980). 200 Days, Joe Clark in Power: The Anatomy of the Rise and Fall of the 21st Government. Personal Library Publisher. ISBN 0920510051.
- „The annual Kleinburg Binder Twine Festival”. Binder Twine. 1. 1. 2005. Архивирано из оригинала 6. 7. 2011. г. Приступљено 6. 11. 2010.
- „Binder Twine Festival in Kleinburg returns Sept. 9”. Caledon Citizen. 6. 9. 2006. Архивирано из оригинала 11. 9. 2011. г. Приступљено 25. 4. 2011.
- „44th annual Kleinburg and area Binder Twine Festival”. Caledon Citizen. 2. 9. 2010. Архивирано из оригинала 3. 10. 2011. г. Приступљено 25. 4. 2011.
- „Kleinburg BIA”. Kleinburg Business Improvement Association. Приступљено 25. 4. 2011.
- „Kleinburg and Area Binder Twine Festival” (Саопштење). Kleinburg Village. април 2020. Приступљено 2020-07-31.
- „Kleinburg Binder Twine Festival”. Gary McWilliams and Ontario Festivals Visited. 2007. Архивирано из оригинала 22. 8. 2013. г. Приступљено 25. 4. 2011.
- „Kleinburg”. Toronto Life. Архивирано из оригинала 26. 1. 2013. г. Приступљено 25. 4. 2011.
- „A brief history of kleinburg”. City of Vaughan. Архивирано из оригинала 28. 11. 2012. г. Приступљено 25. 4. 2011.
- Gaitzsch, W. Antike Korb- und Seilerwaren, Schriften des Limesmuseums Aalen Nr. 38, 1986
- Gubser, T. Die bäuerliche Seilerei, G. Krebs AG, Basel, 1965
- Hearle, John W. S. & O'Hear & McKenna, N. H. A. Handbook of Fibre Rope Technology. CRC Press., 2004
- Lane, Frederic Chapin, (1932). „The Rope Factory and Hemp Trade of Venice in the Fifteenth and Sixteenth Centuries”. 4 (4)., Journal of Economic and Business History,  Suppl. (August 1932).
- Militzer-Schwenger, L.: Handwerkliche Seilherstellung, Landschaftsverband Westfalen-Lippe, 1992
- Nilson, A. Studier i svenskt repslageri, Stockholm, 1961
- Pierer, H.A. Universal-Lexikon, Altenburg, 1845
- Plymouth Cordage Company, (1931), The Story of Rope; The History and the Modern Development of Rope-Making, Plymouth Cordage Company, North Plymouth, Massachusetts
- Sanctuary, Anthony, 1996. Rope, Twine and Net Making, Shire Publications Ltd., Cromwell House, Princes Risborough, Buckinghamshire.
- Schubert, Pit. Sicherheit und Risiko in Fels und Eis, Munich, 1998
- Smith, Bruce & Padgett, Allen, 1996. On Rope. North American Vertical Rope Techniques, National Speleological Society, Huntsville, Alabama.
- Strunk, P.; Abels, J. Das große Abenteuer 2.Teil, Verlag Karl Wenzel, Marburg, 1986.
- Teeter, Emily, (1987), Techniques and Terminology of Rope-Making in Ancient Egypt, Journal of Egyptian Archaeology, Vol. 73 (1987).
- Tyson, William, no date. Rope, a History of the Hard Fibre Cordage Industry in the United Kingdom, Wheatland Journals, Ltd., London.
- Bodmer, Rudolph John; Bodmer, Amelie Willard (1914). „Rope”. The Book of Wonders: Gives Plain and Simple Answers to the Thousands of Everyday Questions that are Asked and which All Should be Able To, But Cannot Answer. Presbrey syndicate. стр. 353 onwards.
- Herkommer, Mark (1995). FM 5-125: Rigging Techniques, Procedures, and Applications. Washington, DC: United States Department of the Army.
- Jr, John V. Noel (1988-12-15). Knight's Modern Seamanship (на језику: енглески). John Wiley & Sons. ISBN 9780471289487.
- Army Field Manual FM 5-125 (Rigging Techniques, Procedures and Applications) (PDF). Technical Manual No. 3-34.86/Marine Corps, Reference Publication 3-17.7J. The United States Army. 2012. Архивирано из оригинала (PDF) 27. 06. 2017. г. Приступљено 27. 09. 2020.
- Carver, R.K. (2009). Stagecraft Fundamentals: A Guide and Reference for Theatrical Production. Focal Press. стр. 250. ISBN 978-0-240-80857-4. Приступљено 15. 11. 2018.
- Coles, A. (2009). Skipper's Onboard Knot Guide: Knots, Bends, Hitches and Splices. A&C Black. стр. 3. ISBN 978-0-7136-8934-1. Приступљено 15. 11. 2018.
- International Association of Fire Chiefs; National Fire Protection Association (2008). Fundamentals of Fire Fighter Skills. Jones & Bartlett Learning, LLC. стр. 499. ISBN 978-0-7637-5342-9. Приступљено 15. 11. 2018.
- The Ultimate Book of Top Ten Lists: A Mind-Boggling Collection of Fun, Fascinating and Bizarre Facts on Movies, Music, Sports, Crime, Celebrities, History, Trivia and More. ListVerse.com. Ulysses Press. новембар 2009. ISBN 978-1-56975-715-4.
- Small, Meredith F. (април 2002), „String theory: the tradition of spinning raw fibers dates back 28,000 years. (At The Museum).”, Natural History, 111 (3): 14(2)
- J. Bohr; K. Olsen (2010). „The ancient art of laying rope”. EPL. 93 (6): 60004. Bibcode:2011EL.....9360004B. arXiv:1004.0814 . doi:10.1209/0295-5075/93/60004.
- G.S. Nares (1865), Seamanship (3rd изд.), London: James Griffin, стр. 23
- McFarland, Cynthia (2013-08-06). HORSEMANS GT TACK & EQUIPMENT: F. Rowman & Littlefield. ISBN 978-0-7627-9598-7.
- Kyosev, Y (2015). Braiding technology for textiles. Cambridge, UK Waltham, MA, USA: Elsevier/ Woodhead Pub. ISBN 978-0-85709-135-2.
- Boating. 1965.

## Spoljašnje veze
- Berton, Pierre (12. 9. 1992). „Crowning the Queen of Binder Twine”. Toronto Star. Архивирано из оригинала 09. 08. 2011. г. Приступљено 25. 4. 2011.